# TV Rural (banda)
TV Rural foi uma banda portuguesa de rock, fundada no inicio de 2000.

## Carreira musical
Um grupo formado por David Santos, David Jacinto, João Pinheiro, Gonçalo Ferreira, Vasco Viana e Manel Pinheiro decide criar musica rock em português, sendo o nome escolhido para tal TV Rural. A banda juntou-se em 2000 e desde então gravaram três demos, três álbuns e um EP. A dezembro de 2016 a banda viria a anunciar o fim da seu grupo. 

## Discografia[2]

### Demos
- demo 2000 (2000)
- demo 2001 (2001)
- demo 2003 (2003)

### EP's
- Barba (2014)

### Álbuns
- Filomena Grita (2007)
- A Balada do Coiote (2012)
- Sujo (2015)